# Oblast d'Oufa
1952–1953
L'oblast d'Oufa (en russe : Уфимская область, Oufimkaïa oblast’) est une division territoriale et administrative de la République socialiste soviétique autonome bachkire, au sein de la République socialiste fédérative soviétique de Russie, en Union soviétique. Fondée en 1952, elle fut supprimée l'année suivante. Sa capitale administrative était la ville d'Oufa, également capitale de la RSSA bachkire.

## Histoire
Par un décret du 29 mai 1952, le Præsidium du Soviet suprême de l'Union soviétique divisa la RSSA bachkire en deux oblasts : l'oblast d'Oufa et l'oblast de Sterlitamak. Cette expérience de subdivision des grandes républiques socialistes soviétiques autonomes, qui fut également réalisée en RSSA tatare, fut rapidement considérée comme un échec et le 30 avril 1953, un nouveau décret du Præsidium du Soviet suprême supprima les deux oblasts. 

## Subdivisions
L'oblast d'Oufa comprenait :
- 7 villes : Oufa, Oktiabrski, Tchernikovsk[1], Belebeï, Birsk, Blagovechtchensk et Davlekanovo ;
- 12 communes urbaines ;
- 41 raïons.

## Source
- (ru) Cet article est partiellement ou en totalité issu de l’article de Wikipédia en russe intitulé « Уфимская область » (voir la liste des auteurs).